# Товариство імені Фраунгофера

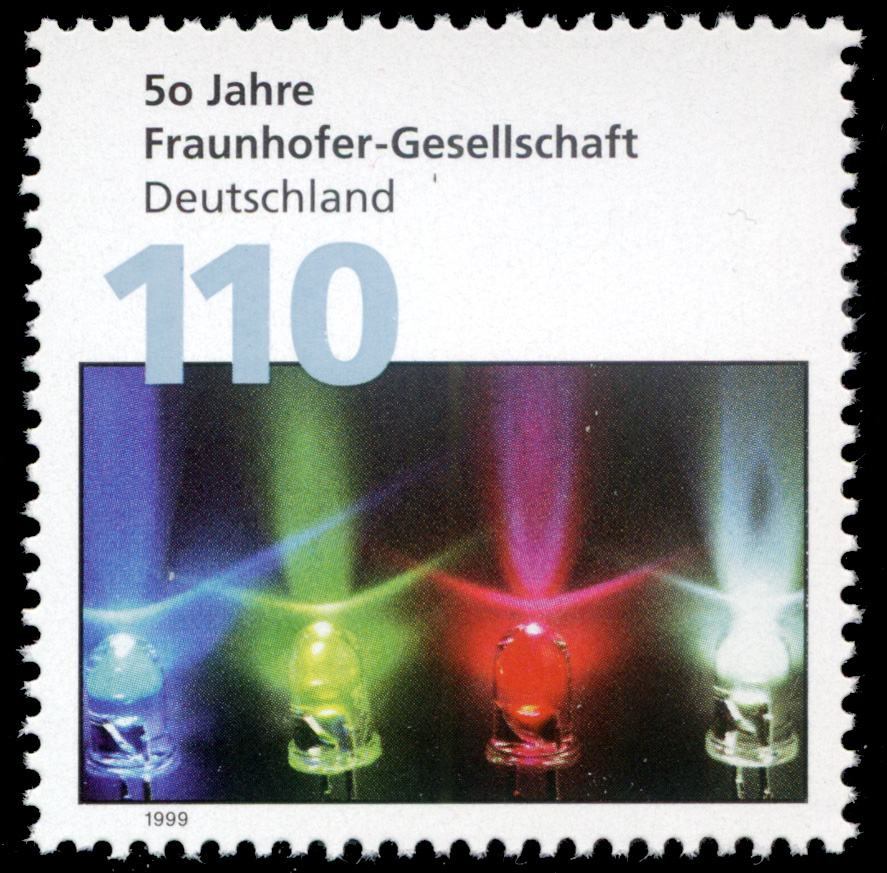
Німецька марка: 50-річчя Товариства імені Фраунгофера

Товариство імені Фраунгофера, Товариство сприяння прикладним дослідженням імені Фраунгофера (нім. Fraunhofer-Gesellschaft zur Förderung der angewandten Forschung e. V. (FhG)) — найбільше в Європі наукове товариство прикладних досліджень, засноване в 1949 році. Найбільший осідок товариства розташований у місті Дрезден. Тут в 11 установах товариства працюють близько 1400 співробітників. Загалом товариство складається з 80 наукових установ, де працюють 15 000 співробітників. Загальний бюджет товариства в 2010 році становить 1,4 мільярди євро. Товариство назване на честь німецького фізика Йозефа фон Фраунгофера.

## Інститути
- Інститут динаміки швидкоплинних процесів (EMI)[14]
- Інститут інтегральних схем[14]
- Інститут хімічних технологій[14]
- Інститут оптимізації, системної інженерії та оцінювання зображень (IOSB) (створений у 2010 р. на основі об'єднання Інституту інформації та обробки даних Фраунгофера (IITB)[14] з Науково-дослідним інститутом Фраунгофера з питань оптики та розпізнавання образів (FOM))
- Інститут фізики твердого тіла (IAF)[14]
- Інститут комунікації, обробки інформації та ергономіки (FKEI)